# Zanetta Farussi
Zanetta Farussi, pseudonimo di Maria Giovanna Farussi o Farusso detta La Buranella (Venezia, 27 agosto 1707 – Dresda, 29 novembre 1776), è stata un'attrice teatrale italiana, madre di Giacomo Casanova.

## Biografia
Figlia di un calzolaio, Girolamo Farussi, e di Marzia Baldissera  nacque nel sestiere di Santa Croce.
A sedici anni, sposò, il 27 febbraio 1724,
Gaetano Casanova che era arrivato in giovane età a Venezia, dall'originaria Parma, al seguito di un'attempata attrice  e aveva in seguito intrapreso anch'egli la carriera di attore.
Il matrimonio fu celebrato malgrado l'opposizione dei genitori, comprensibilmente preoccupati che la figlia seguisse la carriera del marito, cosa all'epoca frequente.  A nulla valse la promessa del novello genero, in seguito disattesa, che Zanetta non avrebbe mai calcato le scene.
Dal matrimonio nacquero sei figli. Il primo, che diverrà poi il più celebre, fu Giacomo Casanova, nato 13 mesi dopo il matrimonio e cioè il 2 aprile 1725. La voce popolare ne attribuì la paternità a Michele Grimani e Casanova stesso lo affermò, in un libello.
Nel 1726, dopo un apprendistato veneziano svolto al teatro San Samuele, che era di proprietà della famiglia patrizia Grimani, partì per Londra insieme al marito e iniziò a recitare in una fortunata stagione di spettacoli. Si esibì con successo al Kings Theatre frequentato assiduamente dal principe di Galles e futuro re Giorgio II.

Fu a Londra che nel 1727 nacque il secondogenito Francesco e la maldicenza popolare ne attribuì la paternità al principe di Galles. Non è chiaro se si trattasse solo di pettegolezzi oppure di abili operazioni di marketing che, nel mondo dello spettacolo, sono ancora in uso ai giorni nostri.
Nel 1728 Zanetta tornò a Venezia dove trovò nuove scritture nel teatro San Samuele. Due anni dopo, nel 1730, mise al mondo Giovanni Battista, cui seguirono, nei due anni seguenti, due bambine: Faustina Maddalena, nata nel 1731, morta di vaiolo nel 1736  e Maria Maddalena Antonia Stella, nata nel 1732.
Rimase vedova nel 1733 essendole morto, per un ascesso all'orecchio, il marito di soli 36 anni, lasciandola in una situazione difficilissima con cinque figli e in attesa del sesto.
L'ultimo figlio, Gaetano Alvise, nacque nel 1734.

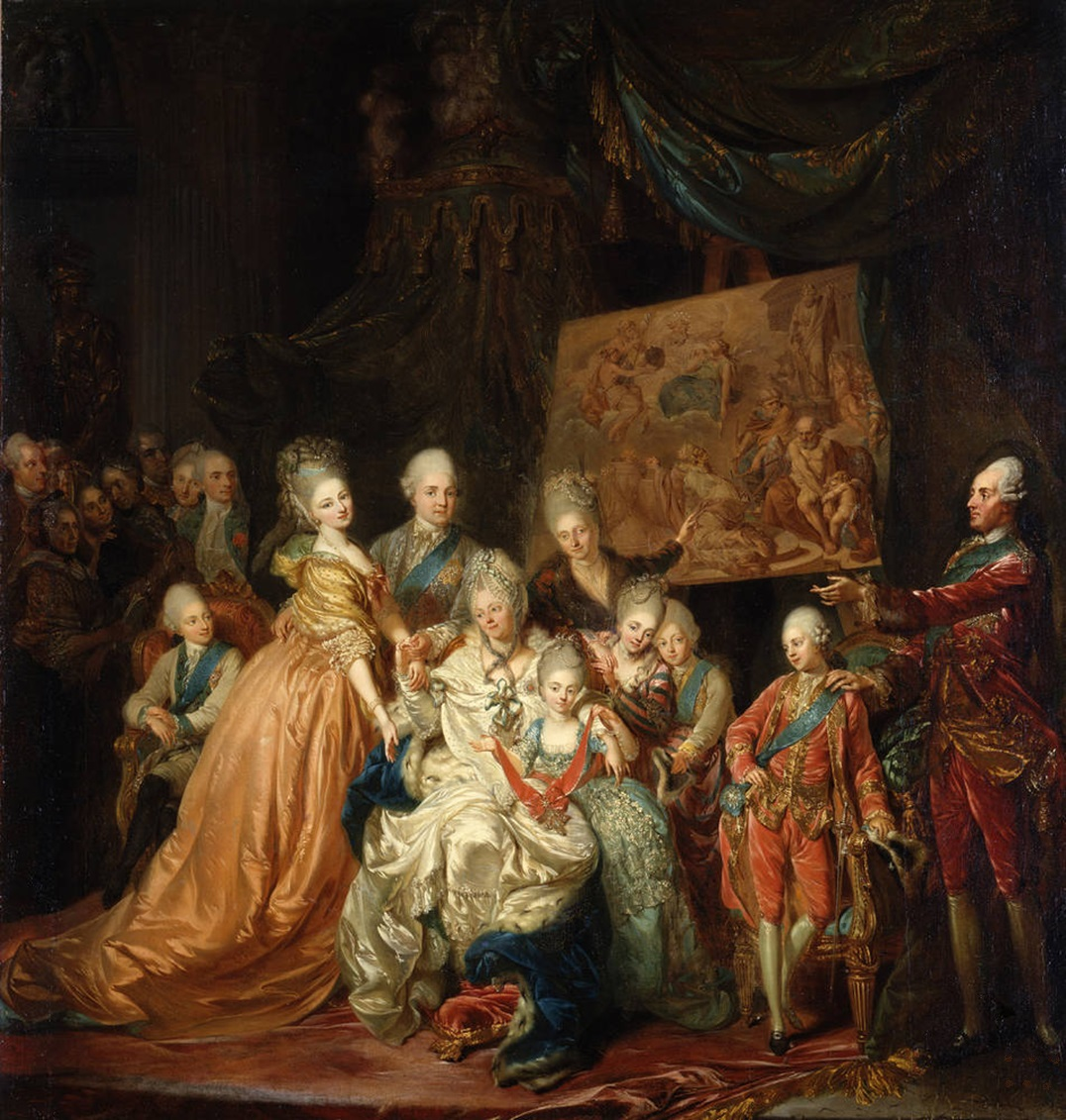
L'elettore di Sassonia con la famiglia nel 1772-Dresda

Carlo Goldoni, che la conobbe nel 1734 a Verona, scrisse per lei la commedia La pupilla, nella quale ironizzava bonariamente sulla passione, e conseguente gelosia, che la bellissima attrice aveva suscitato in Giuseppe Imer, uno degli impresari teatrali più noti dell'epoca. La commedia fu rappresentata, sotto forma di intermezzo, insieme alla tragicommedia Belisario, sempre del Goldoni, nel novembre del 1734, nel teatro San Samuele dove Imer svolgeva la sua attività. Su di lei comunque il giudizio del celebre commediografo è lusinghiero, infatti la definisce ...una vedova bellissima e assai valente.
Nel 1735 partì per una nuova tournée alla volta di San Pietroburgo. L'iniziativa non ebbe successo a causa della scarsa conoscenza della lingua italiana in Russia.
Nel 1737 fu scritturata a vita dall'Elettore di Sassonia per recitare nel teatro di Dresda con una compagnia di comici italiani che debuttò il 12 maggio 1738 a Pillnitz in occasione del matrimonio di una principessa di Sassonia. In seguito fu raggiunta a Dresda dalla figlia Maria Maddalena e dal figlio Giovanni. Si cimentò anche nel teatro drammatico con due pièce di sua composizione il 6 novembre 1748 a Varsavia.
In seguito alle vicende della Guerra dei sette anni, la corte di Sassonia decise di sospendere l'attività della Commedia italiana nel 1756, pensionando gli attori. Zanetta ricevette una pensione di 400 talleri e si rifugiò a Praga per sfuggire ai pericoli della guerra. In seguito ritornò a Dresda dove fu raggiunta dalla figlia Maddalena e dal figlio Giovanni e dove rimase fino alla morte. Maddalena si sposò a Dresda con l'organista della corte Peter August e il figlio Giovanni dal 1764 fu insegnante nell'Accademia di pittura.